# مارجيت باكن
مارجيت باكن (بالنرويجية البوكمول: Margit Bakken)‏ هي كاتبة غنائية وعازفة قيثارة ومغنية نرويجية، ولدت في 8 أبريل 1967.